# Nilos Erichiotis
Svatý Nilos Erichiotis či Nilos Posvěcený (1228, Konstantinopol – 1334, Monastýr Giromeri) byl byzantský mnich.

## Život
Narodil se roku 1228 v Konstantinopoli jako Nikolaos. Pocházel z císařské rodiny Laskarisů.
V mladém věku vstoupil do monastýru Akimiton, kde byl postřižen na mnicha se jménem Nilos. O mnoho let později se vydal na cestu do Jeruzaléma. Po svém návratu do Konstantinopole odporoval císaři Michaelu VIII. Palaiologosovi, který si přál spojit se s katolickou církví. Císař jej nechal zatknout a odsoudil ho k smrti na moři. Loď se samotným Nilem přistála u hory Athos, kde se usadil v monastýru Iviron. Působil zde tři roky jako vrátný.
Následně se vrátil zpět do Konstantinopole, kde byl uvítán císařem Andronikosem II. Palaiologosem. Ve městě dlouho dobu nesetrval a vyrazil na cestu po Svaté zemi, Peloponésu, na Korfu a nakonec do Aulony (dnes město Vlora v Albánii). V Auloně zůstal několik let.
Rozhodl se odejít do oblasti Thesprotia, kde se usadil jako poustevník v jeskyni na místě zvaném Giromeri. Brzy se kolem něj shromáždilo několik dalších poustevníků.
Podle legendy poustevníci spatřili zářivé světlo na protější hoře a při pátrání objevili ikonu Odigitria. Na tomto místě vznikl monastýr Giromeri, kde byl Nilos představeným.
Zemřel roku 1334 a jeho tělo bylo pohřbeno nedaleko monastýru.